# 手紙 (ケツメイシの曲)
「手紙」（てがみ）は、ケツメイシのメジャー3枚目・通算6枚目のシングル。

## 解説
「手紙」をテーマに、過去／現在／未来と3つに別れた曲であるが、現在以外は歌詞が付いている。
MV監督は横山大平。通常バージョンは「未来」のみだが、過去・現在・未来全て合わせたPV「手紙（完全版）」が『スペースシャワーTV』限定で制作された。
ダイノジの大谷ノブ彦がケツメイシの公式掲示板にこの曲の感想を書き込んだのがきっかけでメンバーと交流が生まれ『涙』MVへの出演につながった。

## 収録曲
作詞・作曲：ケツメイシ　編曲：ケツメイシ・YANAGIMAN
1. 手紙〜未来〜 (6:18)
  - 『スペースシャワーTV』2001年11月度POWER PUSH!
2. 手紙〜現在〜 (1:45)
  - Instrumental。
  - 『ケツノポリス2』に収録されているものには歌詞がついている。
3. 手紙〜過去〜 (5:28) 
  - タサツのメンバーNAM、369が参加。